# Cantù (Italië)
Cantù is een stad in de Noord-Italiaanse provincie Como (regio Lombardije). De streek waarin de plaats ligt heet Brianza. In de Romeinse tijd droeg de stad de naam Canturium. Gedurende de Middeleeuwen vocht de stad verschillende keren tegen Como aan de zijde van Milaan. Belangrijk voor de plaatselijke economie is de productie van kant en meubels.
De in 1936 opgerichte basketbalclub Pallacanestro Cantù is zeer succesvol en speelt in de hoogste regionen van de Italiaanse competitie.

## Geboren
- Giovanni Saldarini (1924-2011), geestelijke en kardinaal
- Massimiliano Pedalà (1969), autocoureur
- Fabio Francolini (1986), skeeleraar en schaatser
- Davide Ballerini (1994), wielrenner
- Greta Marturano (1998), wielrenster